# ラピドKLサンウェイ線
BRTサンウェイ線（BRT Sunway Line）は、マレーシアのセランゴール州にあるラピドKL（RapidKL Bus）が運行するバス高速輸送システム（BRT）路線である。路線カラーはグリーンで番号はB1である。
東南アジアでは初の高架式BRTである他、全車両が電気バスで運行されている。

## 概要
BRTサンウェイ線はサンウェイ-スティア・ジャヤ駅からUSJ7駅までの計7駅、全長5.4kmを結び、スバン・ジャヤ市の主要地域を通る。
全線が高架によるバス専用道であり、都市高速鉄道と類似した機能を持つ。この専用道は一般道路と接続するランプは設けられておらず、またBRTサンウェイ線以外の車両の通行権はない。
本路線の整備における総額は63.4億リンギットとなり、70％がプラサラナ・マレーシア、15％がサンウェイ・グループにより出資され、残りはUnit Kerjasama Awam Swasta（UKAS）の補助金で賄われた。
サンU-モナッシュ駅にはパークアンドライド用の駐車場施設が併設されており、計1153台（うち女性用102台、障害者用23台、オートバイ用121台）分の駐車スペースがある。

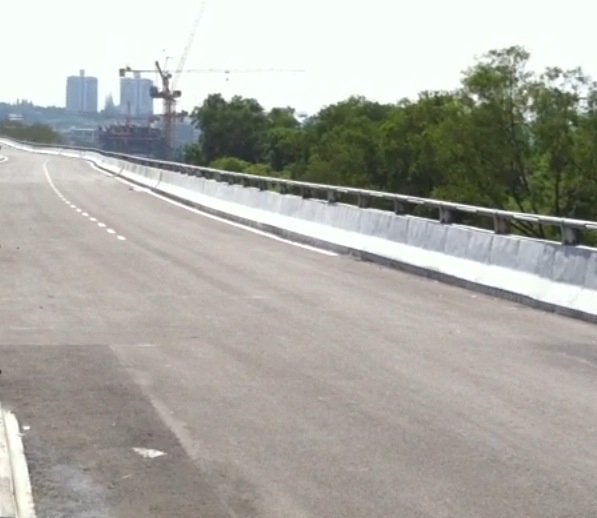
専用道
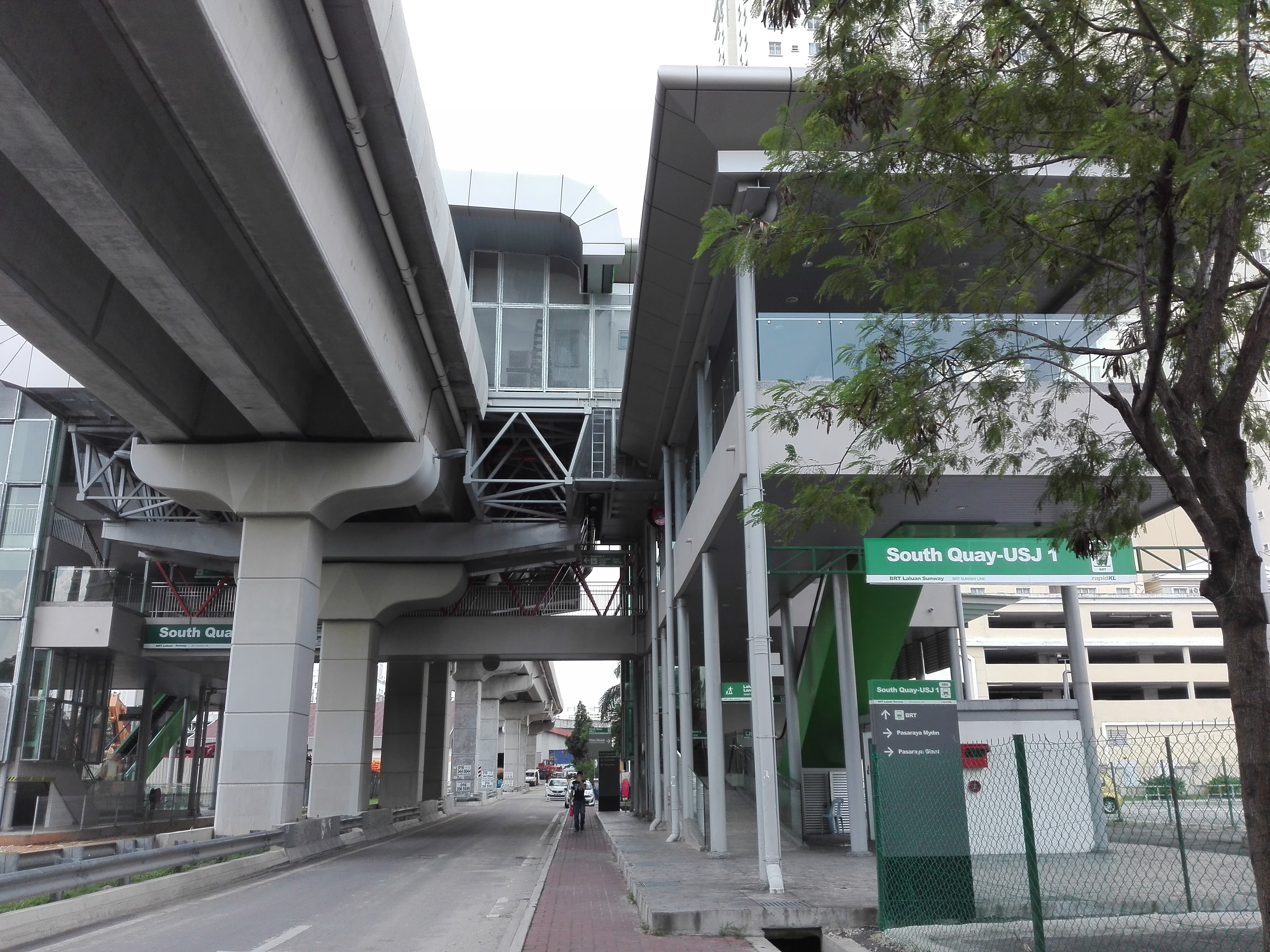
高架と駅舎

## 運用
2015年6月2日に営業運転が開始された。開業から2か月間は無料で運行された。車両の運転間隔は4～8分である。
2018年12月1日以降、現在の運賃設定となっている。

## 駅一覧
| 駅番号 | 日本語駅名                    | マレー語駅名      | 接続路線               |
| ------ | ----------------------------- | ----------------- | ---------------------- |
| SB1    | サンウェイ-スティア・ジャヤ駅 | Sunway-Setia Jaya | KTMコミューター(KD08)  |
| SB2    | ムンタリ駅                    | Mentari           |                        |
| SB3    | サンウェイ・ラグーン駅        | Sunway Lagoon     |                        |
| SB4    | サンメド駅                    | SunMed            |                        |
| SB5    | サンU-モナッシュ駅            | SunU-Monash       |                        |
| SB6    | サウス・キー-USJ1駅           | South Quay-USJ1   |                        |
| SB7    | USJ7駅                        | USJ7              | クラナ・ジャヤ線(KJ31) |

## 車両
車両は全て電気バスが使用され、計15台が在籍している。BYD K9に準じた足回りを使用し、車体の製造および架装はグミラン・コーチワークスにより行われた。

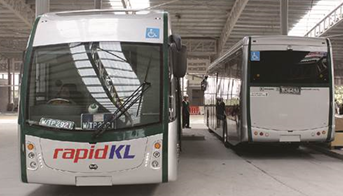
外観
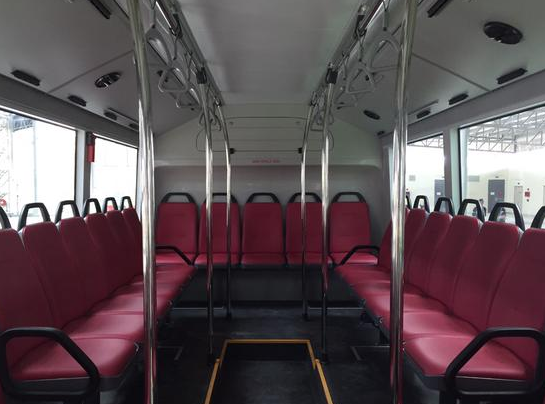
車内